# Metaleptus discoideus
Metaleptus discoideus är en skalbaggsart som beskrevs av Linsley 1935. Metaleptus discoideus ingår i släktet Metaleptus och familjen långhorningar. Inga underarter finns listade i Catalogue of Life.